# Раде Ристановић
Раде Ристановић (Земун, 28. фебруар 1983) српски је историчар, доктор историјских наука и научни сарадник Института за савремену историју.

## Биографија
Рођен је 28. фебруара 1983. године у Земуну. Завршио је мастер студије историје на Филозофском факултету Универзитета у Нишу, а докторирао је 9. децембра 2019. године на Филозофском факултету Универзитета у Новом Саду, одбранивши рад Облици отпора у окупираном Београду (1941—1944) пред комисијом коју су чинили академик др Љубодраг Димић, директор Института за новију историју Србије др Миле Бјелајац, директор Института за савремену историју др Предраг Ј. Марковић…

## Научни радови
- Београдски комунисти, Институт за савремену историју : Catena mundi, 2022.
- Логор на Сајмишту: сведоњече двојице заточеника, Музеј жртава геноцида, 2021.
- Београдски равногорци, Институт за савремену историју, 2020.
- Београдска периодична штампа о почетку Другог светског рата. Токови историје. 2, 57-71, 2015.
- Svakodnevnica prvih meseci okupacije 1941. u člancima `Beogradskih opštinskih novina`. Istorija 20. veka, 1, 95–110, 2014.
- Годишњи извештај Одељења специјалне полиције о сузбијању делатности Комунистичког покрета отпора у Београду током 1941, Токови историје, 1, 219-234, 2014.
- Oružane akcije komunističkih ilegalaca u Beogradu tokom 1942. Istorija 20. veka, 1, 85–104, 2013.
- Методи борбе КПЈ у Београду током јула 1941. године, Токови историје, 3, 143-171, 2013.
- Мере окупатора и колаборациониста у Београду као одговор на оружане акције комунистичког покрета отпора 1941, Војно-историјски гласник, 2, 111- 125, 2013.
- Акције комунистичких илегалаца у Београду 1941–1942, Београд: „Филип Вишњић“. 2013.  978-86-6309-019-4.